# Empis pennipes
Empis pennipes es una especie de mosca de la familia Empididae. Está incluido en el subgénero Empis.

## Distribución
Se encuentra en la mayor parte de Europa, excepto en la península balcánica y la península ibérica.